# گوردخمه دالرین
گور دخمه دالرین مربوط به دوره ساسانیان است و در شهرستان اهواز، بین روستای گرداب وجی جل واقع شده و این اثر در تاریخ ۲۵ اسفند ۱۳۷۹ با شمارهٔ ثبت ۳۰۸۰ به‌عنوان یکی از آثار ملی ایران به ثبت رسیده است.